# Hesperus Nunatak
Hesperus Nunatak är en nunatak i Antarktis. Den ligger i Västantarktis. Argentina, Chile och Storbritannien gör anspråk på området. Toppen på Hesperus Nunatak är 979 meter över havet.
Terrängen runt Hesperus Nunatak är platt åt nordväst, men åt sydost är den kuperad. Trakten är obefolkad. Det finns inga samhällen i närheten.